# Léger-Félicité Sonthonax
Léger-Félicité Sonthonax, né, le 7 mars 1763 à Oyonnax, où il est mort, le 23 juillet 1813, est un révolutionnaire français girondin.
Il fut le premier législateur abolitionniste français en promulguant, le 29 août 1793, l’abolition générale de l'esclavage dans la province du Nord de Saint-Domingue, plusieurs mois avant que la Convention ne décide, à Paris, l'abolition de l'esclavage dans toutes les colonies, le 4 février 1794.

## Biographie

### Jeunesse et vie parisienne
Fils d’un négociant aisé d'Oyonnax, Sonthonax fut collégien à Nantua, puis étudia le droit à Dijon. Le 17 juillet 1784, ayant obtenu sa licence en droit, il gagne Paris où son père lui achète une charge d’avocat au Parlement de Paris qu’il occupe, en 1789, lorsque débuta la Révolution française. Il était d’un caractère enthousiaste – que certains qualifiaient de brouillon et tranché – que les mêmes qualifiaient de sectaire. 
Il entre en contact avec l'entourage du duc d'Orléans, « la faction d'Orléans », dont l'un des animateurs est Jacques Pierre Brissot, créateur de la Société des Amis des Noirs, en 1788.
Il développa une activité de journaliste où il défendit les thèses abolitionnistes portées par la Société des amis des Noirs, et se lia d’amitié avec l’un de ses fondateurs, Brissot, chef de file de ceux qu’on appellera les Girondins qu'il rencontra au club des Jacobins. On ignore, comme le montre Marcel Dorigny, les origines de l’intérêt qu’il porte aux questions coloniales ; ce n’est pas par Brissot qu’il les a découvertes. Les deux hommes se connaissaient au club des Jacobins, et, quand la Société des Amis des Noirs demande l’abolition de la traite et l’égalité des hommes de couleur, Sonthonax, déjà, se prononce pour l’abolition immédiate de l’esclavage, dans un article des Révolutions de Paris en date du 25 septembre 1790. Les articles étant anonymes il n'est pas facile de les identifier. Il cesse de collaborer avec les Révolutions de Paris vers le mois de juillet 1791 : il expliqua, en 1795, que son dernier article traita alors de la nécessité de déchoir le roi pour le faire juger. Tout laisse croire que les articles suivants du périodique de Prudhomme sur les colonies étaient dus à la plume de Pierre-Gaspard Chaumette. 
Car à partir de décembre 1791 les Révolutions de Paris sont opposés à la guerre et soutiennent à ce titre Robespierre. Or dans ce débat qui voit débuter le conflit entre futurs girondins et futurs montagnards, Sonthonax s'engage en faveur des premiers. Ainsi il n'hésite pas, juste après le brissotin Élie Guadet, à haranguer Robespierre, le 26 mars 1792, au club des Jacobins sur le concept de « providence » que Robespierre utilise pour se féliciter (à tort) de l'annonce de la mort à Vienne de Léopold II. Sonthonax lui lance ainsi : « Point de capucinades ! »

### Mission à Saint-Domingue
En août 1791, une révolte d’esclaves avait éclaté dans la partie nord de Saint-Domingue, au cœur de l’économie sucrière de la plus riche colonie française. Saint-Domingue était également ravagée par des conflits entre colons blancs et personnes de couleur libres (mulâtres ou noirs affranchis), ainsi qu’entre ceux qui soutenaient la Révolution et ceux qui souhaitaient le rétablissement de l’Ancien Régime ou l’indépendance de l’île.
Après avoir longtemps écouté les thèses des colons esclavagistes, l’Assemblée législative fut sensible aux arguments des Brissotins et, le 4 avril 1792, elle accorda la pleine citoyenneté à tous les libres de couleur. Elle décida d’envoyer une commission civile aux pleins pouvoirs, avec mission d’imposer cette loi controversée, de rétablir l’autorité de la France et d’inciter les esclaves à retourner aux plantations. L’appui de Brissot le fait désigner comme l’un des trois commissaires civils pour Saint-Domingue, le 29 avril 1792, avec Étienne Polverel et Jean-Antoine Ailhaud.
À son arrivée, le 18 septembre 1792 (quatre jours avant la proclamation de la République), il découvrit que la plupart des Blancs étaient dévorés par la haine raciale. Ses écrits étant connus, il reçut un accueil glacial de leur part. Il décida alors de s’allier avec les libres et imposa ainsi son autorité par la force. Il prononça la dissolution de l’assemblée coloniale exclusivement composée de Blancs et, entré à Port-au-Prince, la capitale frondeuse, en avril 1793, il exila plusieurs extrémistes blancs qui n’acceptaient pas l’égalité avec les libres.

### Abolition de l’esclavage

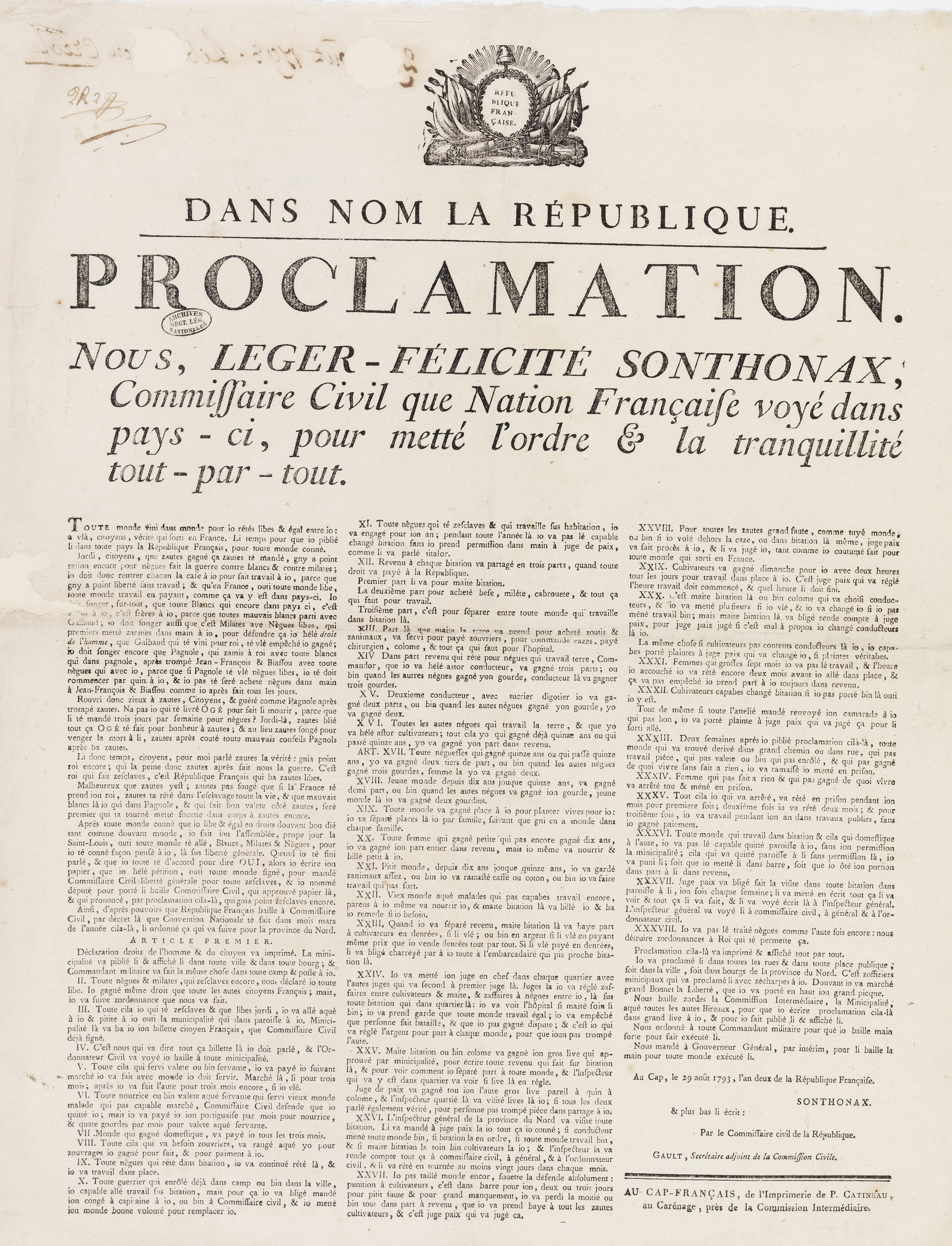
Proclamation du commissaire Sonthonax en langue créole, 1793.

La guerre contre l’Angleterre et l’Espagne en février 1793, à la suite de l’exécution de Louis XVI, présenta un nouveau problème pour les commissaires civils. En quelques mois, la plus grande partie de Saint-Domingue fut occupée. De plus, de nombreux colons, s’alliant à l’un ou l’autre de ces pays ou prenant les armes, émigrèrent. En juin, Galbaud-Dufort, le nouveau gouverneur royaliste, soutint une émeute de blancs au Cap-Français.
Sonthonax et Polverel décidèrent alors de s’appuyer sur les Noirs. Le 21 juin, ils proclamèrent la liberté à tous les esclaves qui se battraient pour la République. Des bandes d’esclaves révoltés envahirent et incendièrent Le Cap. Galbaud-Dufort s’enfuit avec des milliers de blancs. Le 29 août 1793, Sonthonax prit une mesure radicale, qui représente l’un des événements les plus importants de l’histoire des Amériques : il décréta l’abolition générale aux esclaves de la province du Nord (assortie néanmoins du devoir de reprendre le travail dans les plantations pour ceux qui ne combattaient pas). Dans son décret, il affirmait que sa mission était de « préparer graduellement, sans déchirement et sans secousses, l’affranchissement général des esclaves ». Un peu plus tard, le 21 septembre Polverel abolissait l’esclavage dans le département de l’Ouest et au sud. Le 4 février 1794, la Convention ratifia la décision de Sonthonax dans l’enthousiasme en abolissant l’esclavage dans toutes les autres colonies françaises (dont la partie de Saint-Domingue, sous l'égide de Polverel dont elle ignorait la décision).
Les esclaves ne se rallièrent pas immédiatement à Sonthonax et les colons blancs continuèrent, avec l’appui de plusieurs libres opposés à l’abolition de l’esclavage, de combattre l’autorité de la République. Sonthonax tenta de persuader les chefs des esclaves révoltés du Nord de rejoindre le camp républicain. Ce ne fut que début mai 1794 que Toussaint Louverture et ses corps disciplinés et aguerris se joignirent à lui (avant d’apprendre que la métropole avait ratifié l’émancipation).
Les partisans des colons à Paris en profitèrent pour plaider contre l’arbitraire des commissaires civils auprès de la Convention. Ayant attiré contre eux une partie des conventionnels ayant des intérêts dans les îles, Polverel et Sonthonax furent mis en accusation. Ayant reçu leur ordre de comparution, ils durent quitter l’île, le 14 juin 1794.
Sonthonax se défendit devant une commission dirigée par Garran Coulon. Il argua du fait que ni les colons, ni les personnes libres de couleur, qu’il avait été envoyé défendre à l’origine, n’étaient plus fidèles à la France ; il réclama que la République plaçât sa confiance dans les « citoyens du 29 août » : les esclaves libérés. Ayant reçu gain de cause, le 25 octobre 1795, Sonthonax fut nommé par le Directoire à la tête de la troisième commission civile, le 23 janvier 1796. Il retourna à Saint-Domingue où Toussaint Louverture œuvrait à consolider son propre pouvoir.

### Retour en France
Toussaint Louverture s’arrangea pour le faire élire Sonthonax député de Saint-Domingue au Conseil des Cinq-Cents, dont il est membre du 14 octobre 1796 au 19 mai 1799. Sonthonax, conscient de la manœuvre, tenta de rester. Toussaint Louverture saisit une occasion pour placer Sonthonax, le 25 août 1797 sous escorte armée à bord d’un navire appareillant pour la France. Et pourtant, on peut lire dans Paris pendant l'année 1797, un extrait du rapport entre le Commissaire Santhonax et le Général Toussaint Louverture adressé par celui-ci au Directoire. Cet entretien a eu lieu au mois de novembre ou au mois de décembre 1796 et commence par une interrogation de Santhonax : "Avez-vous confiance en moi, m'aimez-vous ? ", réponse de Toussaint : " Oui, commissaire, j'ai confiance en vous, je vous aime & je vous respecte"...
Rentré à Paris, Sonthonax siégea comme député de Saint-Domingue. Il y professa ses idées négrophiles. Avec Julien Raimond, il a établi l’Institution nationale des colonies, installé dans les locaux de l’ancien Collège de la Marche, établissement mixte, mi-privé, mi-public, dirigé par l’abbé Jean-Baptiste Coisnon, qui a fonctionné de vendémiaire an VII (septembre 1798) à messidor an X (juin 1802), accueillant environ quatre-vingts élèves, fils de grandes familles de planteurs blanches ou mulâtres, de notables noirs, fils d’officiers noirs et mulâtres, mais également les fils mulâtres de sa compagne, une mulâtresse du nom de Villevaleix, qu’il avait épousée. Quand Bonaparte prit le pouvoir, il l’arrêta et l’exila hors de Paris. Il se réfugia alors dans sa ville natale où il devait achever ses jours.

## Postérité
Sonthonax est une figure controversée de la Révolution haïtienne. Ses critiques, y compris les historiens bien disposés envers Toussaint Louverture, Dessalines ou Rigaud, l’ont dénoncé comme vain, despotique et dissimulateur. En revanche, un des historiens les plus renommés d’Haïti, Thomas Madiou, a rapporté au milieu du XIXe siècle que les personnes âgées de son époque parlaient en bien de Sonthonax et affirmaient qu’il avait « servi à régénérer le nouvel affranchi ». Reconnu comme l’acteur principal du processus tendant à éliminer l’esclavage à la veille du coup d'État du 18 Brumaire, il a, deux siècles plus tard, disparu de la mémoire collective.